# The Rivalry (àlbum)
The Rivalry és un àlbum de grup alemany Running Wild. És el segon de la trilogia amb el tema d'"el bo contra el dimoni", començant amb Masquerade i acabat amb Victory. És el seu últim àlbum amb el bateria Jörg Michael.

## Cançons
1. "March of the Final Battle (The End of All Evil)" - 1:59
2. "The Rivalry" - 5:34
3. "Kiss of Death" - 3:37
4. "Firebreather" - 4:03
5. "Return of the Dragon" - 6:47
6. "Resurrection" - 4:46
7. "Ballad of William Kidd" - 8:43
8. "Agents of Black" - 3:57
9. "Fire and Thunder" - 7:33
10. "The Poison" - 4:40
11. "Adventure Galley" - 4:20
12. "Man on the Moon" - 4:49
13. "War and Peace" - 7:42

Totes les cançons per Kasparek excepte "Adventure Galley" (música: Hermann, lletra: Kasparek)

## Membres
- "Rock 'n'" Rolf Kasparek - veu i guitarra
- Thilo Hermann - guitarra
- Thomas Smuszynski - baix
- Jörg Michael - bateria